# Ілюзія страху
«Ілюзія страху» (рос. Иллюзия страха) — російськомовний фільм українського кінорежисера Олександра Кірієнка. Фільм знятий за мотивами однойменного роману Олександра Турчинова. Був висунутий від України на нагородження кінопремію «Оскар». Головні ролі зіграли російські актори.
Фільм вийшов у кінопрокат одночасно в Україні і Росії 4 грудня 2008 року.

## Сюжет
Історія успішного бізнесмена Ігоря Короба, який повинен захищати свій бізнес у складних умовах 90-х років. Ігор стає жертвою бандитського «наїзду»: його незаконно заарештовують, садять у слідчий ізолятор, жорсткими методами змушують відмовитися від проекту бізнесу-центру. Опинившись на волі, Ігор присягає за будь-яку ціну повернути права власності на цей проект і помститися кривдникам.
Після важких фізичних і психологічних випробувань Коробу починає здаватися, що він живе паралельним життям в особі іншої людини — а саме, легендарного біблійного царя Соломона. Заплутавшись і не розуміючи, що реально, а що ні, Ігор Короб перестає довіряти навіть найближчим друзям. Тепер, під впливом обставин, він повинен швидко визначити хитку межу між дійсністю і ілюзією, між друзями і ворогами, між справжнім життям і маренням.

## Актори
- Андрій Панін — Ігор Короб / Цар Соломон / Гарік
- Альона Бабенко — дружина Ігора / дружина Соломона / дружина Гаріка
- Олексій Горбунов — Майор
- Сергій Гармаш — Прокурор / Радник Царя Соломона
- Інга Оболдіна — Свідок
- Олександр Семчев — Пеньковський, Царедворець
- Олексій Петренко — Петровський
- Віктор Сарайкін — охоронець Короба / охоронець царя Соломона
- Давид Бабаєв — Лікар
- Віталій Лінецький — Зек
- Олесь Каціон — офіціант
- Ігор Яцко — Капітан
- Даніїл Співаковський — епізодична роль
- Олександр Данілевич — епізодична роль

## Дубляж українською
У 2008 році для українського кінопрокату було створено дубляж українською мовою.
У дублюванні українською брали участь:
- Юрій Коваленко — Ігор Короб / Цар Соломон / Гарік
- ??? — дружина Ігора / дружина Соломона / дружина Гаріка
- ??? — Майор
- ??? — Прокурор / Радник Царя Соломона
- ??? — Свідок
- ??? — Пеньковський, Царедворець
- ??? — Петровський
- ??? — охоронець Короба / охоронець царя Соломона
- ??? — Лікар
- ??? — Зек
- ??? — офіціант
- ??? — Капітан

## Відмінності між книгою і фільмом
- у книзі головного героя звуть Олександр Іванович Короб. У фільмі — Ігор Олександрович Короб.
- у фільмі після звільнення з в'язниці, Короб убиває всіх своїх конкурентів і співвласників, підозрюючи їх в організації його затримання. У книзі цього немає.
- у фільмі є багато епізодів-снів Короба, де він уявляє себе царем Соломоном, який споруджує ідол бога Молоха і приносить йому людські жертви. У книзі є лише невеликий епізод, де Короб бачив сни, в яких він виступав в образі не лише царя Соломона, але й інших історичних постатей. Про спорудження Соломоном ідола Молоху мова не йшла.
- у фільмі друг Короба, Гарик, виявився самим Коробом, але з альтернативного світу, в якому сам Короб — не бізнесмен, а небагатий художник. У книзі Гарик — покійний шкільний друг Короба, який був плодом його уяви багато років і зник після того, як Короб це усвідомив.
- у фільмі відсутній персонаж Іван Свєтов, якому в книзі відведено важливу роль — він допомагає Коробу розібратися у його ілюзіях і страхах.
- у фільмі причиною ілюзій і галюцинацій Короба стало прокляття, яке наклала на нього одна з матерів загиблих дітей, які померли після того, як Короб зруйнував дитячу лікарню і збудував на її місці Мегацентр. У книзі всі ілюзії й галюцинації Короба були його сном, спричиненим його особистими страхами.

## Касові збори
- Україна — $86,529[3]
- Росія — $161,348[4]